# Леохар
Леохар (на старогръцки: Λεωχάρης) е древногръцки скулптор и архитект, роден в Атина. Живее по времето на Филип II Македонски и Александър Велики и е представител на късната класика.
Плиний го споменава като един от сътрудниците на Скопас при направата на фризовете на мавзолея в Халикарнас. Известен е с три статуи на Зевс - едната стояла в атинския акропол, втората в Пирея, а третата на Капитолийския хълм, където римляните почители Юпитер. Изваял е и три статуи на Аполон, една от които е познатия ни Аполон Белведерски. Най-голяма слава му носи скулптурата "Ганимед", която изобразява похитения от орел Ганимед. Позната е в наши дни от няколко нейни копия, най-доброто от които стои изложено във Ватикана. На Леохар е и статуята Артемида Версайска.